# Comuna Smilciînți, Lîseanka
Smilciînți (în ucraineană Смільчинці) este o comună în raionul Lîseanka, regiunea Cerkasî, Ucraina, formată din satele Hanjalivka și Smilciînți (reședința).

## Demografie
Componența lingvistică a comunei Smilciînți
     Ucraineană (97,46%)
     Rusă (2,54%)
Conform recensământului din 2001, majoritatea populației comunei Smilciînți era vorbitoare de ucraineană (97,46%), existând în minoritate și vorbitori de rusă (2,54%).